# Tichelrütibach
Der Tichelrütibach ist ein einen Kilometer langer rechter Zufluss des Gockhuserbachs in der Gemeinde Dübendorf im Schweizer Kanton Zürich. Er entwässert ein etwa 20 Hektar grosses Gebiet am östlichen Abhang des Adlisbergs. 
Er gehört zu den steilen, kleine Fliessgewässer des kollinen, karbonatischen Mittellands.

## Geographie

### Verlauf
Der Tichelrütibach entspringt am unteren Dorfrand von Gockhausen auf 559 m ü. M. Auf Karten von 1950 und früher ist der Beginn des Baches noch etwas weiter oberhalb im südöstlich angrenzenden, heute überbauten Gebiet verzeichnet.
Anfangs fliesst er in nordwestliche Richtung am Waldrand entlang. Nach rund 50 Metern macht er einen Bogen und durchfliesst nun auf einem nordöstlichen Kurs das Waldgebiet nördlich des Tichelrüti, in welchem er ein kleines Tobel gebildet hat. 

Im unteren Hangbereich des Adlisberges kurz vor dem Waldrand im Glatttal macht er einen scharfen Bogen Richtung Nordwesten und mündet schliesslich wenig später in den Gockhuserbach, dessen wichtigster Zufluss er ist.

### Einzugsgebiet
Das etwa 20 ha grosse Einzugsgebiet des Tichelrütibachs liegt im Züricher Pfannenstiel und wird durch ihn über den Gockhuserbach, den Breitibach, die Glatt und den Rhein zur Nordsee entwässert.
Es grenzt
- im Osten an das Einzugsgebiet des Geerenbachs, der in den Breitibach mündet und
- im Westen an das des Gockhuserbachs.

Am Oberlauf liegt im südwestlichen Bereich das Dorf Gockhausen und ansonsten ist das Einzugsgebiet überwiegend bewaldet.